# 沼津市立大岡小学校
沼津市立大岡小学校（ぬまづしりつ おおおかしょうがっこう）は、静岡県沼津市大岡にある公立小学校。

## 沿革
- 1874年（明治7年） - 「大岡学舎」として創設[1]。
- 1941年（昭和16年） - 「沼津市立大岡国民学校」に改称[1]。
- 1947年（昭和22年） - 「沼津市立大岡小学校」に改称[1]。
- 1964年（昭和39年） - プール竣工[1]。
- 1967年（昭和42年） - 体育館完成[1]。
- 1974年（昭和49年） - 創立100周年記念式挙行[1]。
- 1982年（昭和57年） - 「沼津市立大岡南小学校」が独立[1]。
- 2008年（平成20年） - 新校舎（北校舎）完成[1]。

## 関連事項
- 静岡県小学校一覧